# Abbaye de Salem

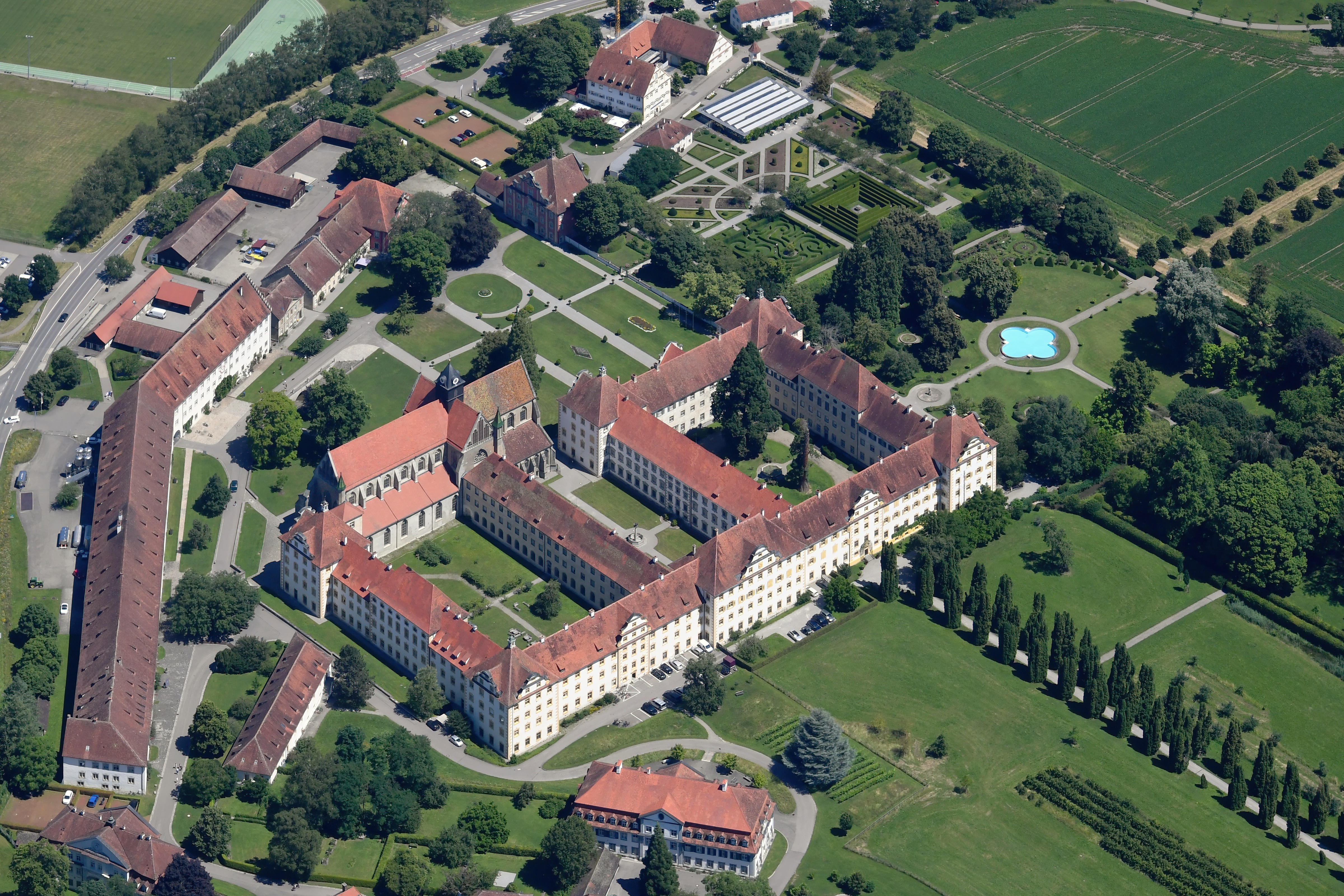
Vue aérienne de l'abbaye de Salem

L'abbaye de Salem (Kloster ou Reichskloster Salem) était une abbaye impériale cistercienne à Salem dans les environs de Constance en Allemagne.

## Histoire

### Moyen Âge

#### Fondation
L'abbaye est fondée en 1134 grâce au don de Guntram von Adelsreute, un chevalier germanique, qui offre certaines de ses possessions dans le Linzgau (de) pour créer une abbaye cistercienne. Il se tourne vers l'abbaye de Lucelle, à l'extrême sud de l'Alsace, pour trouver une communauté susceptible de fonder l'abbaye. Cette dernière, fondée seulement huit années auparavant, n'était pas encore suffisamment développée pour envoyer un groupe suffisant de moines (douze moines et un abbé) fonder un établissement au loin. Ce n'est qu'en 1137 que l'abbé de Lucelle accepte le départ d'une partie de sa communauté.
En 1138, le chevalier Guntram effectue un nouveau don, à Salmansweiler (qui deviendra plus tard « Salem »). Dès 1140, l'abbaye est confirmée dans sa fondation par le pape Innocent II, ainsi que par Frédéric II, duc de Souabe. Les empereurs Conrad III (en 1142) puis Frédéric Ier (en 1155) prennent également l'abbaye sous leur protection, lui conférant ainsi le statut d'abbaye impériale.

#### Développement médiéval et rayonnement
Forte de cette protection, l'abbaye grandit rapidement. En 1147, elle compte déjà soixante moines ; ce nombre passe en 1311 à cent trente (plus 180 convers). De nombreuses donations lui sont effectuées, ce qui lui permet de s'agrandir considérablement, notamment par une politique active d'achat de terres, que mène particulièrement l'abbé Eberhard von Rohrdorf (de) (1191-1240). Cet accroissement ne se fait pas sans que ne se créent des tensions, notamment avec l'évêque de Constance, les seigneurs locaux et les paysans cultivant les terres qui entourent l'abbaye.
L'abbaye fonde au Moyen Âge des abbayes-filles : Raitenhaslach en 1143, Wettingen en 1227 et Königsbronn en 1302. Par ailleurs, sa renommée profite aussi de son lien très fort avec l'église de Birnau, lieu de pèlerinage desservi par un prieuré dépendant de l'abbaye de Salem.

#### Les crises médiévales

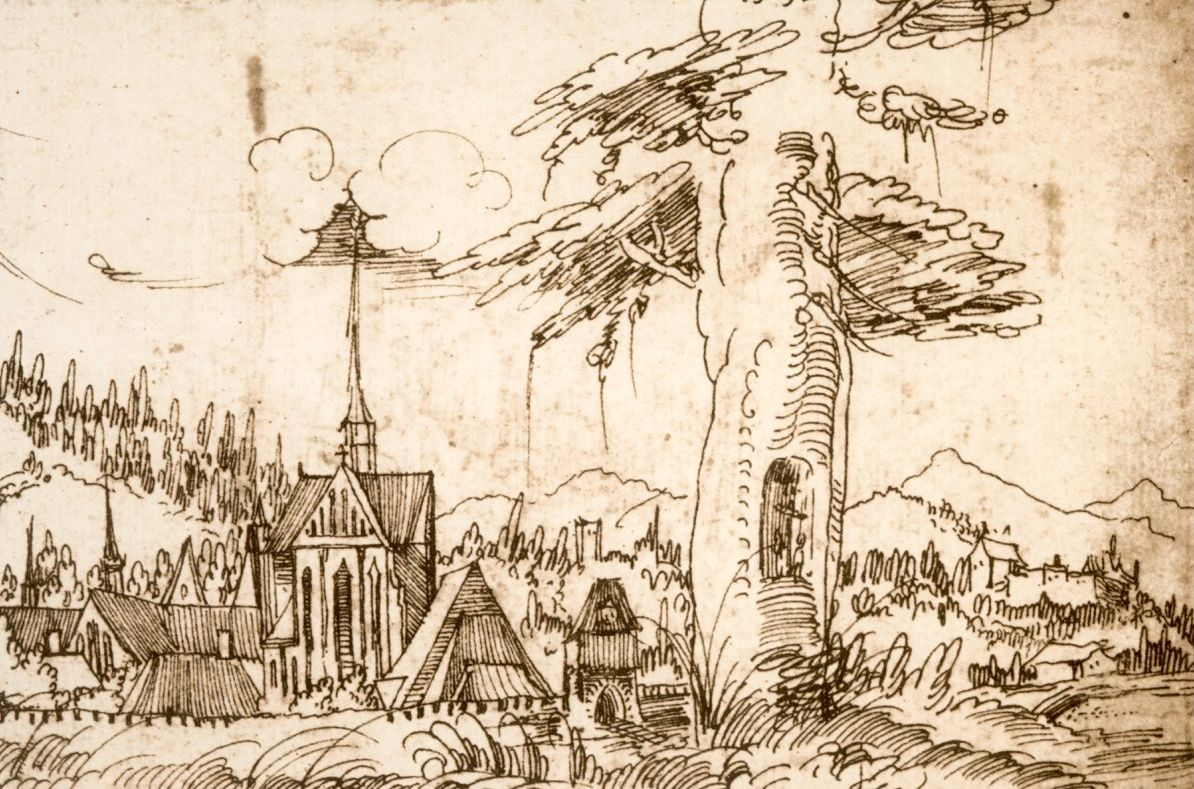
Une représentation de l'abbaye en 1536.

Au XIVe siècle, le monastère entre en crise. Des attaques de seigneurs voisins appauvrissent l'abbaye. Sous l'abbatiat d'Ulrich von Seelfingen, une amélioration survient. À la faveur de ce renouveau, les travaux de la nouvelle église abbatiale sont lancés (1297-1414). Celle-ci, de vastes proportions, est qualifiée de « Cathédrale » (Münster). Néanmoins, de nouvelles attaques de l'abbaye surviennent quand l'abbé prend publiquement le parti des Habsbourg, ce qui mécontente le comte de Werdenberg-Heiligenberg. À la fin de ce siècle, l'abbaye ne compte plus que cent moines et 80 convers.

### Époque moderne

#### Le renouveau à la Renaissance
La faveur impériale est cependant conservée à l'abbaye et se manifeste au début du XVIe siècle, quand l'abbé de Salem est à plusieurs reprises membre du gouvernement impérial. Cette protection permet à l'abbaye d’échapper aux pillages durant la guerre des Paysans.
La Réforme n'ayant eu que peu d'impact dans la région du monastère, l'abbaye de Salem n'est pas fermée ; au contraire, un développement économique et spirituel se produit, avec une reconstruction des bâtiments.

### Les destructions duXVIIesiècle

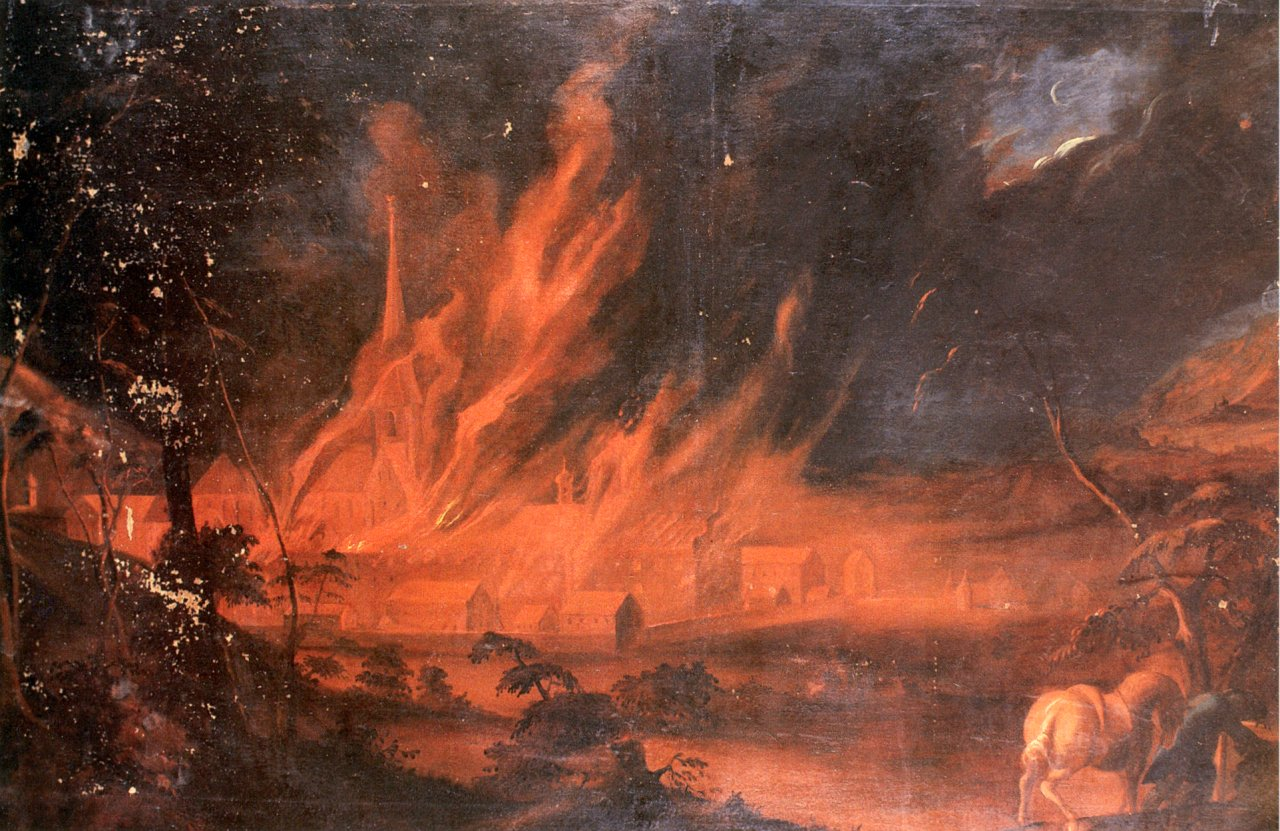
Le grand incendie du 9 mars 1697, tableau d'Andreas Brugger.

En revanche, la guerre de Trente Ans amène à l'occupation et donc au pillage de l'abbaye par les troupes impériales, suédoises et françaises. La communauté monastique est décimée d'environ un tiers ; en ce qui concerne les moines prêtres, leur nombre passe de cinquante à dix-huit.
La destruction la plus importante survient dans la nuit du 9 au 10 mars 1697, quand un incendie ravage complètement le monastère. La bibliothèque est notamment entièrement détruite.

### La prospérité duXVIIIesiècle

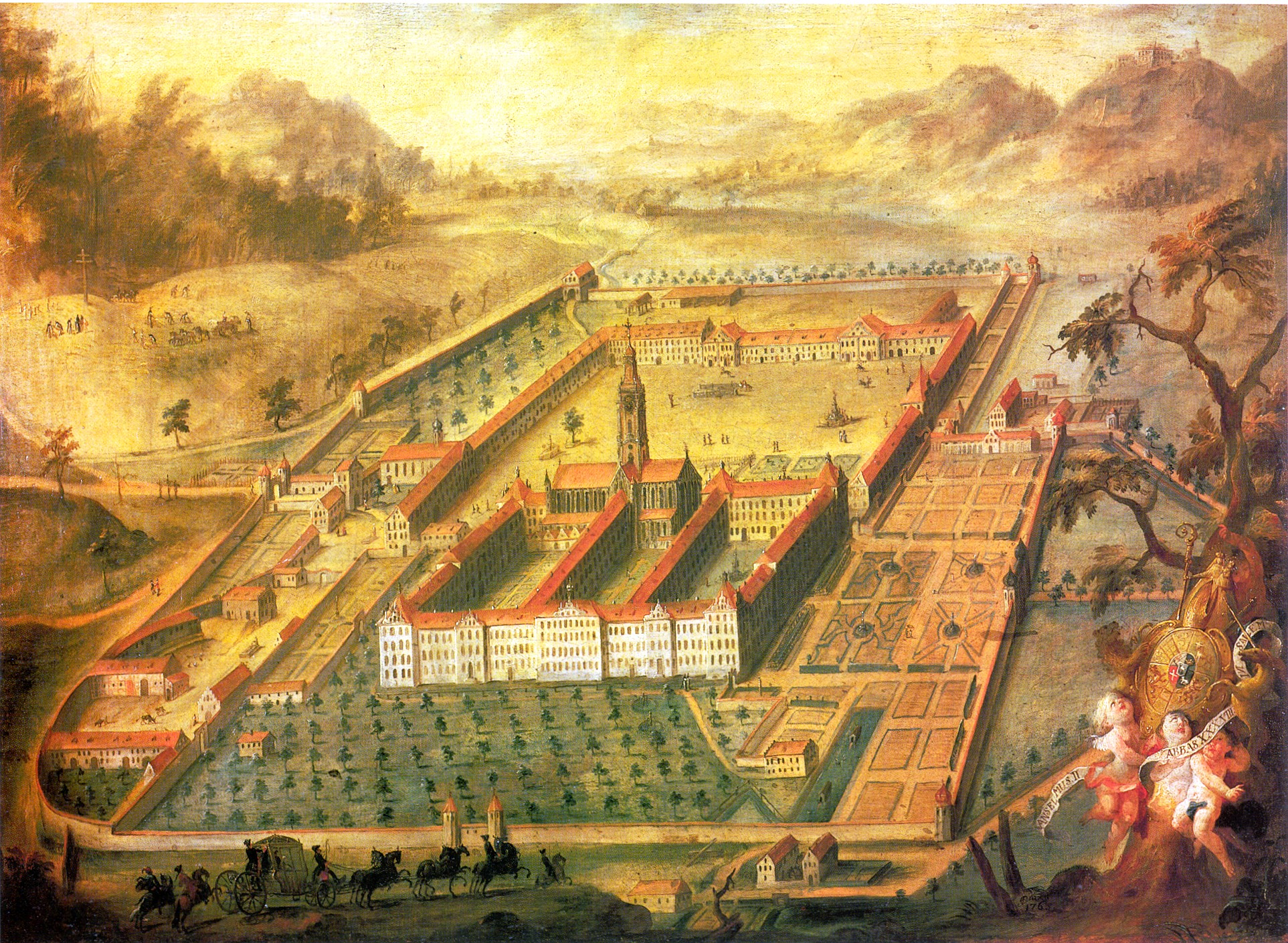
L'abbaye en 1765.

L'abbaye est réputée extrêmement prospère au XVIIIe siècle, en tout cas sur le plan matériel. Elle est entièrement rebâtie, sous la maîtrise d'œuvre de l'architecte Peter Thumb, à l'exception de l'église, relativement préservée de l'incendie. La reconstruction se fait en style rococo, en particulier sous l'abbatiat d'Anselme II (de), abbé de 1746 à 1798, durant lequel l'abbaye atteint l'apogée de sa richesse. Cette prospérité attire également les vocations : en 1780, l'abbaye compte 94 moines. Le bâtiment principal est long de 180 mètres ; un clocher est érigé au-dessus de la croisée du transept, haut de soixante mètres et comptant seize cloches ; le poids de celles-ci est tel que l'ouvrage doit être démoli peu après sa construction.
L'église de Birnau est quant à elle entièrement rebâtie, toujours par Peter Thumb, également en style rococo.
Tout à la fin du XVIIIe siècle, l'abbaye est réputée avoir un revenu annuel d'un million de florins ; l'abbé était tellement puissant qu'à la fermeture de la totalité des abbayes françaises, François Trouvé, le dernier abbé de Cîteaux, lui transfère par motu proprio, avec la permission du pape Pie VII, la responsabilité de la totalité de l'ordre.

### Fermeture

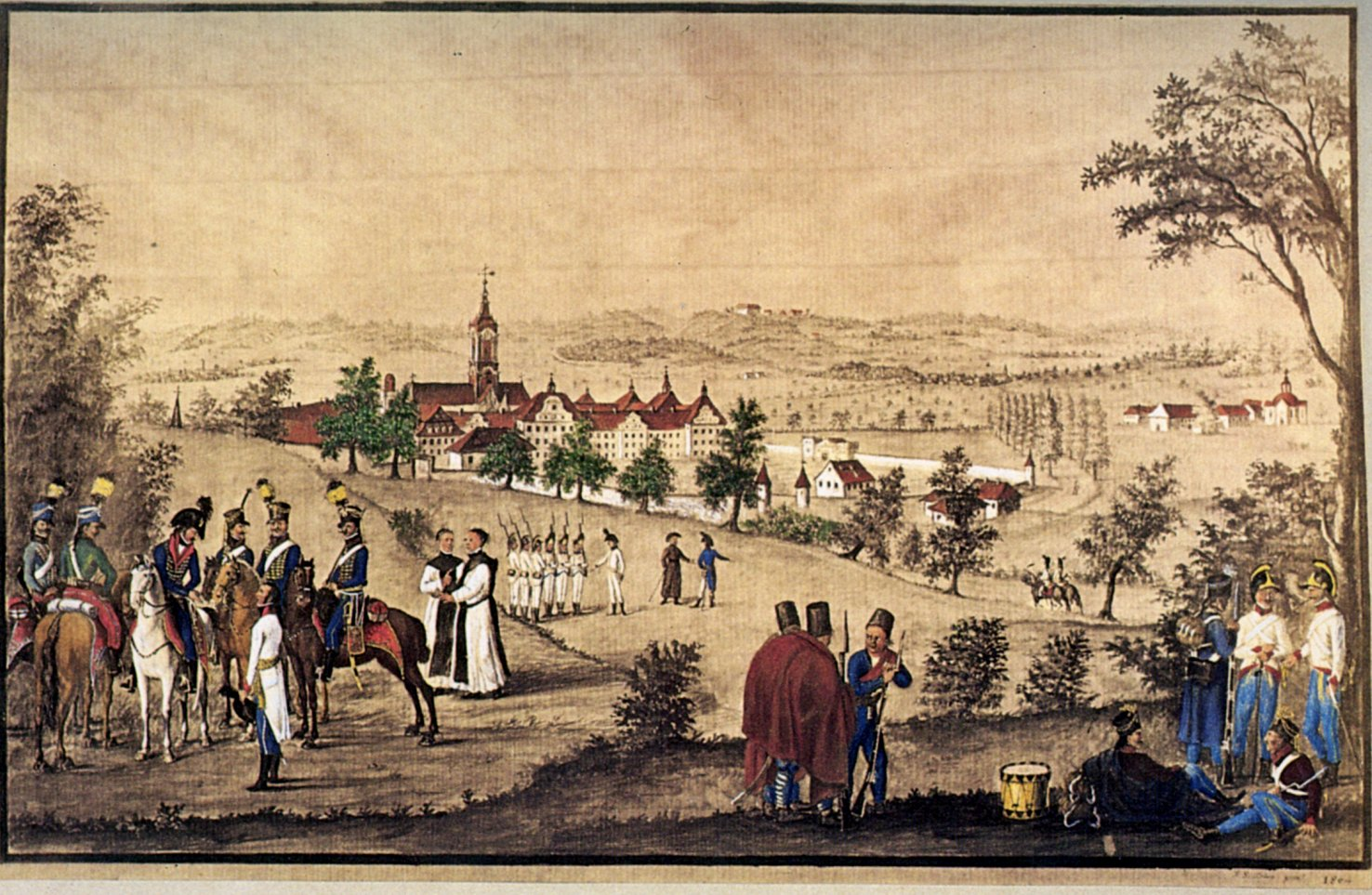
La sécularisation de l'abbaye de Salem, tableau de Johann Sebastian Dirr.

L'abbaye est sécularisée par les troupes napoléoniennes en 1804. À cette date, elle est déjà de nouveau sur le déclin, mais elle compte encore 61 moines et 17 convers. Après la sécularisation, l'abbaye est utilisée par le margrave de Bade comme résidence principale ; l'aménagement des lieux y est conforté, une école y est installée.

## Architecture

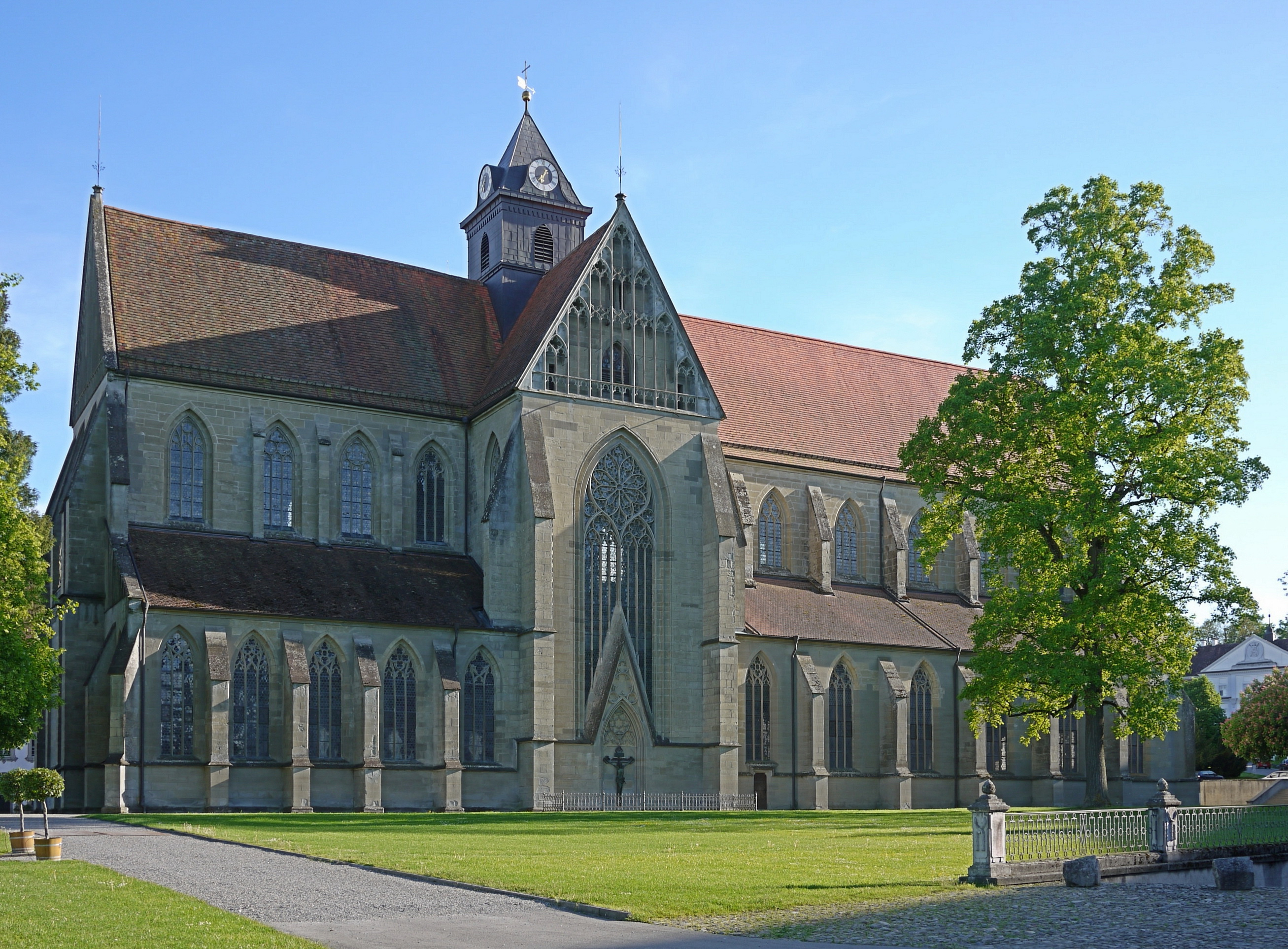
L'église abbatiale aujourd'hui.

### L'église abbatiale
Si, en dehors du clocher, l'aspect extérieur de l'abbatiale reste celui d'une église gothique, l'aménagement intérieur est complètement revu au XVIIIe siècle dans le style rococo. L'abbatiale compte notamment vingt-sept autels d'albâtre disséminés dans l'édifice, 94 stalles ornées de bas-reliefs représentant des scènes de l'Ancien Testament, trois tribunes dont celle de l'orgue, une vingtaine de statues.